# Chlorure de plomb(II)
Le chlorure de plomb(II), PbCl2, ou chlorure plombeux, est un composé ionique du plomb de valence II et d'anions chlorure. Dans les conditions normales de température et de pression, c'est un solide blanc inodore peu soluble dans l'eau.
Il apparaît naturellement sous forme d'un minéral appelé cotunnite (en). C'est aussi l'un des plus importants réactifs du plomb. Il ne doit pas être confondu avec le chlorure de plomb(IV) ou chlorure plombique, PbCl4.
Il est classé toxique et dangereux pour l'environnement par l'Union européenne.

## Structure et propriétés
Dans le cristal de dichlorure de plomb, chaque ion Pb2+ est coordonné à neuf ions chlorure, Cl− - six occupent les sommets d'un prisme trigonal et les trois autres sont au centre des chacune des trois faces tétragonales du prisme. Les neuf ions chlorure ne sont pas équidistants de l'atome de plomb central, sept sont à 280–309 pm et deux à 370 pm. PbCl2 forme des aiguilles orthorhombiques blanches.
À l'état gazeux, les molécules de PbCl2 ont une structure coudée avec un angle Cl-Pb-Cl de 98° et chaque distance Pb-Cl de 244 pm (2,44 Å). De telles molécules PbCl2 volatilisées sont émises par les moteurs à combustion qui utilisent des carburants contenant des additifs 1,2-dichloroéthane-plomb tétraéthyle ajoutés pour leur action anti-détonante (cliquetis).
La solubilité du chlorure de plomb(II) dans l'eau est faible (9,9 g/l à 20 °C) et pour des applications pratiques, il est considéré comme insoluble. Son produit de solubilité (Ks) est de 1,7 × 10−5. Ainsi il est un des quatre chlorures communs les moins solubles avec le chlorure d'argent (AgCl) de Ks = 1,8 × 10−10, le chlorure de cuivre(I) (CuCl) de Ks = 1,72 × 10−7 et le chlorure de mercure(I) (Hg2Cl2) de Ks = 1,3 × 10−18,.

## Minéraux naturels

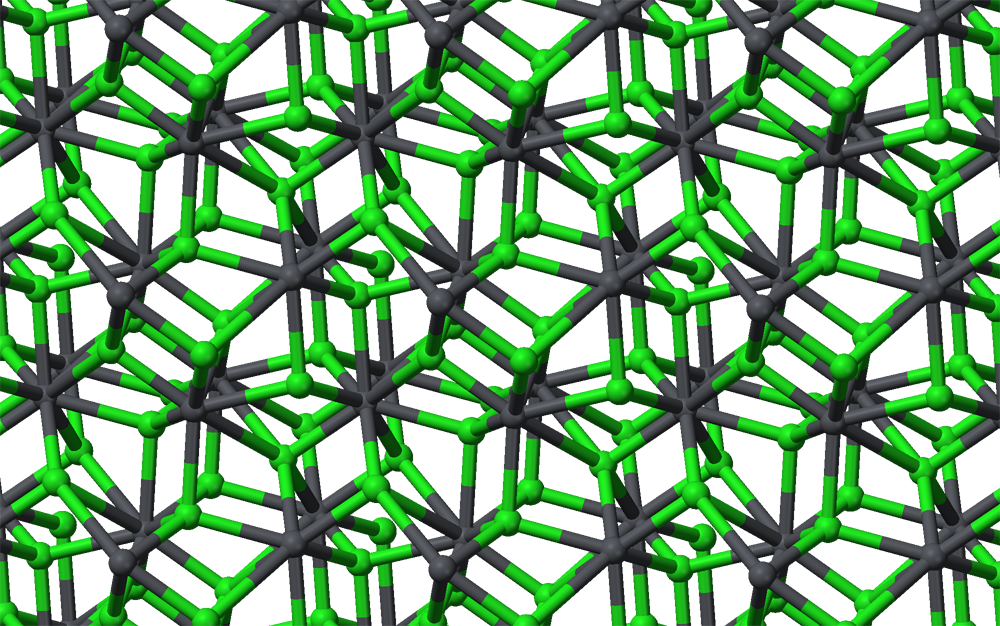
Structure cristalline de la cotunnite, PbCl2

PbCl2 apparaît naturellement sous la forme d'un minéral, la cotunnite (en). Il est incolore, blanc, jaune ou vert avec une masse volumique de 5,3 à 5,8 g cm−3. Sa dureté sur l'échelle de Mohs est de 1,5 à 2,5. Sa structure cristalline est orthorhombique dipyramidale et son groupe ponctuel de symétrie est 2/m 2/m 2/m. Chaque Pb2+ a une coordination de 9 et la composition est de 74,50 % de plomb et 25,50 % de chlore. La cotunnite apparaît près des volcans : Vésuve en Italie, Tarapacá au Chili et Tolbatchik en Russie,.

## Synthèse
Le chlorure de plomb(II) précipite par ajout d'une source d'ion chlorure telle que HCl, NaCl, KCl, etc. à une solution aqueuse d'un composé du plomb(II) soluble comme Pb(NO3)2.
Pb(NO3)2(aq) + 2 NaCl(aq) → PbCl2(s) + 2 NaNO3(aq)
Pb(CH3COO)2(aq) + HCl(aq) → PbCl2(s) + 2 CH3COOH(aq)
PbCO3 + 2 HCl(aq) → PbCl2(s) + CO2(g) + H2O
Pb(NO3)2(aq) + 2 HCl(aq) → PbCl2(s) + 2 HNO3(aq)
Le traitement du dioxyde de plomb par de l'acide chlorhydrique donne le chlorure de plomb(II) et du chlore gazeux :
PbO2(s) + 4 HCl → PbCl2(s) + Cl2 + 2 H2O
Le traitement du monoxyde de plomb par de l'acide chlorhydrique donne le chlorure de plomb(II) et de l'eau :
PbO(s) + 2 HCl → PbCl2(s) + H2O
PbCl2 se forme aussi par action du chlore sur le métal :
Pb + Cl2 → PbCl2

## Réactions
L'addition d'ions chlorure à une suspension de PbCl2 dans l'eau, donne lieu à la formation de complexes ioniques solubles. Dans ces réactions, les chlorures additionnels (ou d'autres ligands) coupent les ponts chlore qui forment le réseau tridimensionnel du PbCl2 solide.
PbCl2(s) + Cl− → [PbCl3]−(aq)
PbCl2(s) + 2 Cl− → [PbCl4]2−(aq)
PbCl2 réagit sur le nitrite de sodium fondu pour donner PbO
PbCl2(l) + 3 NaNO2 → PbO + NaNO3 + 2 NO + 2 NaCl
PbCl2 est utilisé pour la synthèse du chlorure de plomb(IV). Du chlore est mis à buller dans une solution saturée de chlorure d'ammonium, NH4Cl et de PbCl2 qui forment [NH4]2[PbCl6]. Ce dernier réagit avec de l'acide sulfurique concentré et froid pour former PbCl4 sous forme d'une huile.
Le chlorure de plomb(II) est le principal précurseur des dérivés organo-métalliques du plomb comme les plombocènes. Les réactifs alkylants habituels comme des réactifs de Grignard ou des composés organolithiens sont utilisés :
2 PbCl2 + 4 RLi → R4Pb + 4 LiCl + Pb
2 PbCl2 + 4 RMgBr → R4Pb + Pb + 4 MgBrCl
3 PbCl2 + 6 RMgBr → R3Pb-PbR3 + Pb + 6 MgBrCl.
Ces réactions produisent des dérivés qui sont plus semblables à des composés organosiliciés, c'est-à-dire que le Pb II tend à dismuter lors de son alkylation.

## Utilisations
- du chlorure de plomb(II) fondu est utilisé dans la synthèse de céramiques de titanate de plomb, PbTiO3 et de titanate de baryum et de plomb, par des réactions de remplacement de cation[14] :

xPbCl2(l) + BaTiO3(s) → Ba1-xPbxTiO3 + xBaCl2
- PbCl2 est utilisé dans la production de verre transmettant l'infrarouge[10] et d'un verre d'ornement appelé verre d'Aurène. Ce verre d'Aurène a une surface iridescente obtenue par pulvérisation de PbCl2 et recuit sous conditions contrôlées. Le chlorure d'étain, SnCl2 peut être utilisé dans le même but[15].
- Un chlorure de plomb basique, PbCl2·Pb(OH)2, est connu comme le blanc de plomb Pattinson et est utilisé comme pigment pour peinture blanche[16].
- PbCl2 est un intermédiaire dans le raffinage des minerais de bismuth. Le minerai contenant Bi, Pb et Zn, est d'abord traité avec de la soude caustique liquide pour éliminer les traces d'éléments acides, tels que l'arsenic et le tellure. Ce traitement est suivi par un procédé de désargentisation de Parkes (en) pour enlever tout l'argent et l'or présents. Le minerai ne contient plus alors que Bi, Pb et Zn. Il est traité avec du gaz Cl2 à 500 °C. ZnCl2 se forme en premier et est éliminé. Puis PbCl2 se forme et est éliminé en laissant du bismuth pur. BiCl2 peut alors être formé en dernier[17].

## Sécurité
Comme pour les autres composés contenant du plomb, l'exposition à PbCl2 peut provoquer un empoisonnement au plomb.